# شون سبينس
شون سبينس (بالإنجليزية: Sean Spence)‏ هو لاعب كرة قدم أمريكية أمريكي، ولد في 7 يونيو 1990 في ميامي في الولايات المتحدة.

## وصلات خارجية
- شون سبينس على موقع مرجع كرة القدم المحترفة.كوم (الإنجليزية)